# Curtis Lazar
Curtis Lazar (* 2. Februar 1995 in Salmon Arm, British Columbia) ist ein kanadischer Eishockeyspieler, der seit Juli 2025 bei den Edmonton Oilers in der National Hockey League (NHL) unter Vertrag steht und dort auf der Position des Centers spielt. Zuvor war Lazar bereits in den Organisationen der Ottawa Senators, Calgary Flames, Buffalo Sabres, Boston Bruins, Vancouver Canucks und New Jersey Devils in der NHL aktiv.

## Karriere

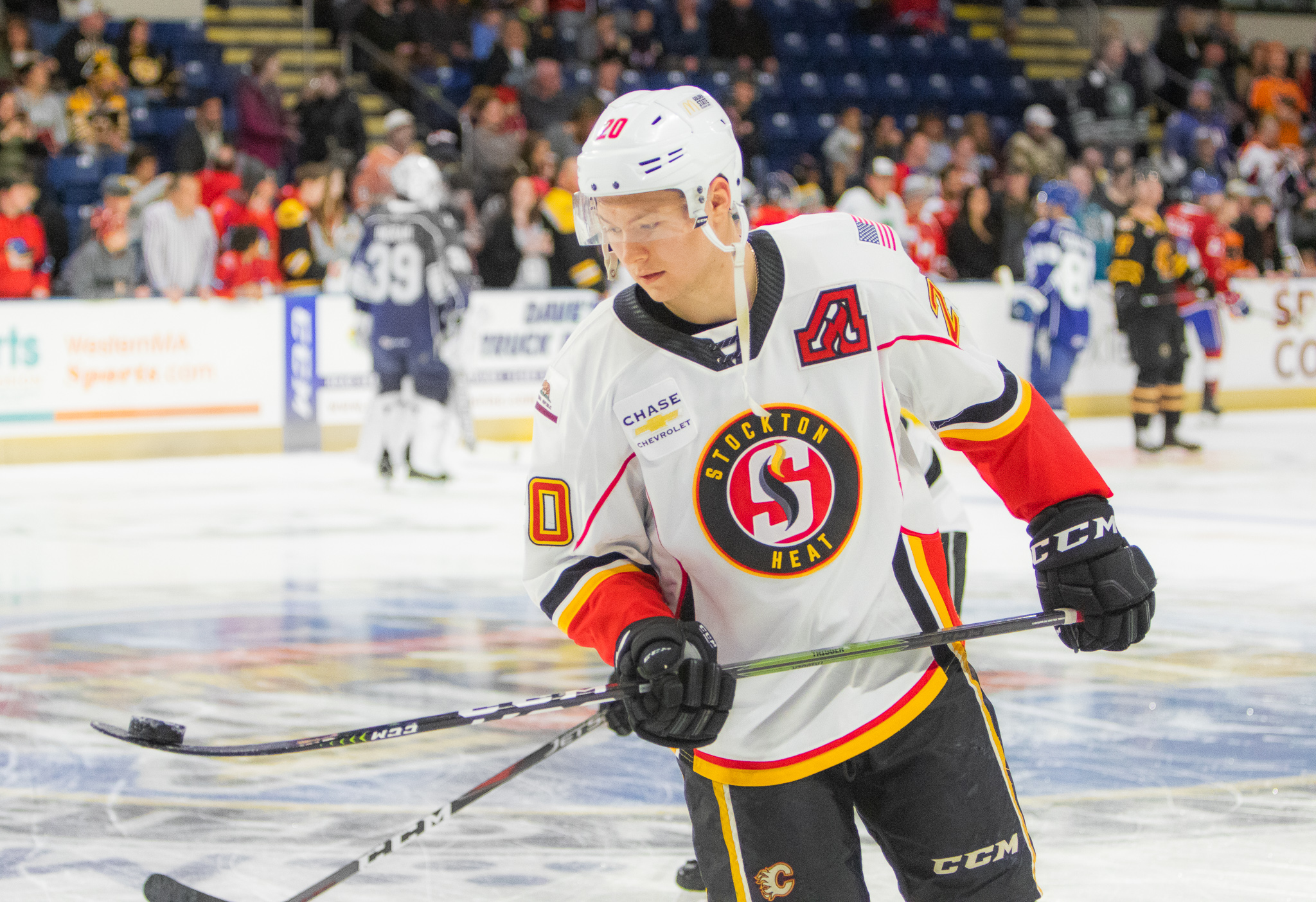
Lazar im Trikot der Stockton Heat (2019)

Lazar begann seine Karriere in den Juniorenligen der Stadt Vernon, bevor er an die Eishockeyschule Pursuit of Excellence in Kelowna wechselte. Dort wurde er 2010 als Spieler des Jahres der Provinz British Columbia ausgezeichnet. Anschließend wählten ihn die Edmonton Oil Kings aus der Western Hockey League im WHL Bantam Draft an zweiter Gesamtposition aus. Zunächst verbrachte er allerdings den Großteil der Saison an der Okanagan Hockey Academy, wo er als Topscorer und wertvollster Spieler seiner Mannschaft ausgezeichnet wurde.
Mit der Auswahl seiner Heimatprovinz British Columbia nahm Curtis Lazar an den Canada Winter Games 2011 teil und führte seine Mannschaft zum Gewinn der Goldmedaille. Zudem stellte er mit zwölf Toren und 17 Scorerpunkten aus sechs Spielen einen neuen Turnierrekord auf und überbot damit die bisherigen Bestmarken von Steven Stamkos und Sidney Crosby aus den Jahren 2007 und 2003. Am Ende der Saison 2010/11 gab der Center zudem sein Debüt für die Oil Kings.
Zur folgenden Saison stand Lazar dauerhaft im Kader der Mannschaft und schloss die reguläre Saison mit Edmonton auf dem ersten Platz der Liga ab. In den Play-offs steigerte Lazar seine Punktausbeute deutlich und verhalf seinem Team als Topscorer mit 19 Scorerpunkten aus 20 Spielen zum Gewinn des Ed Chynoweth Cup. In der Saison 2012/13 wurde er daraufhin zum Assistenzkapitän der Oil Kings ernannt und schloss die Saison mit 38 Toren als bester Torschütze der Mannschaft ab. In den Play-offs erreichte er mit Edmonton erneut die Finalserie, wo die Mannschaft jedoch den Portland Winterhawks unterlag. Für Aufsehen sorgte Lazar beim CHL Top Prospects Game, als er in einen Faustkampf mit Darnell Nurse verwickelt war.
Im NHL Entry Draft 2013 wurde Lazar in der ersten Runde an 17. Position von den Ottawa Senators ausgewählt und unterschrieb bei ihnen im September 2013 einen Einstiegsvertrag. Er kehrte allerdings zunächst zu den Oil Kings in die WHL zurück und verzeichnete 2013/14 seine statistisch beste Saison, als er mit 76 Punkten hinter Henrik Samuelsson den zweiten Rang in der mannschaftsinternen Scorerwertung belegte. In den Play-offs trug er mit 22 Punkten wesentlich zum zweiten Ed-Chynoweth-Cup-Gewinn innerhalb von drei Jahren bei. Beim anschließenden Turnier um den Memorial Cup war Lazar mit den Oil Kings erneut erfolgreich und gewann mit der Mannschaft den Titel. Zudem wurde er mit der George Parsons Trophy als fairster Spieler ausgezeichnet.
Mit Beginn der Saison 2014/15 stand Lazar fest im NHL-Aufgebot der Senators. Nach einer persönlich enttäuschenden ersten Hälfte der Saison 2016/17 wurde der Angreifer zur Trade Deadline am 1. März 2017 samt Michael Kostka an die Calgary Flames abgegeben. Im Gegenzug erhielten die Senators Jyrki Jokipakka und ein Zweitrunden-Wahlrecht für den NHL Entry Draft 2017. Nach zwei Jahren in Calgary wechselte er im Juli 2019 als Free Agent zu den Buffalo Sabres. Diese gaben ihn im April 2021 samt Taylor Hall an die Boston Bruins ab und erhielten im Gegenzug Anders Bjork sowie ein Zweitrunden-Wahlrecht für den NHL Entry Draft 2021.
In Boston war Lazar bis zum Ende der Saison 2021/22 aktiv und wechselte anschließend im Juli 2022 als Free Agent zu den Vancouver Canucks. Bei den Canucks wiederum spielte der Stürmer allerdings nur bis Anfang März 2023, ehe er im Tausch für ein Viertrunden-Wahlrecht im NHL Entry Draft 2024 an die New Jersey Devils abgegeben wurde. In seiner ersten Spielzeit für die Devils erzielte er 25 Punkte, was für einen typischen Bottom-Six-Spieler, also einem Spieler, welcher meist in der 3ten oder 4ten Reihen eingesetzt wird, einen respektablen Wert darstellt. Es war damit auch seine bisher erfolgreichste NHL-Saison. In der Folgesaison, in welcher er auch von einer Knieverletzung betroffen war, erzielte er 5 Punkte für New Jersey. Ab 1. Juli 2025 wurde Lazar als Free Agent geführt, aber noch im selben Monat von den Edmonton Oilers für ein Jahr verpflichtet.

### International
Curtis Lazar vertrat die Mannschaft Canada Pacific seiner Heimatprovinz British Columbia bei der World U-17 Hockey Challenge 2012 und fungierte dort als Mannschaftskapitän. Im selben Jahr gewann er mit Kanada die Goldmedaille beim Ivan Hlinka Memorial Tournament 2012. Bei der U20-Junioren-Weltmeisterschaft 2014 stand er erneut für Kanada auf dem Eis und wurde mit sieben Punkten aus ebenso vielen Spielen drittbester Scorer seiner Mannschaft. Dabei wurde Lazar auf allen drei Stürmerpositionen sowie im Unterzahlspiel eingesetzt.
2015 nahm er an der U20-Weltmeisterschaft im eigenen Land teil und gewann mit der Mannschaft, die er als Kapitän anführte, die Goldmedaille.

## Erfolge und Auszeichnungen
| - 2011 Goldmedaille bei den Canada Games - 2011 Topscorer der Canada Games - 2011 Bester Torschütze der Canada Games - 2012 Ed-Chynoweth-Cup-Gewinn mit den Edmonton Oil Kings - 2013 Teilnahme am CHL Top Prospects Game | - 2014 Ed-Chynoweth-Cup-Gewinn mit den Edmonton Oil Kings - 2014 Memorial-Cup-Gewinn mit den Edmonton Oil Kings - 2014 George Parsons Trophy - 2019 Teilnahme am AHL All-Star Classic |

### International
- 2013 Goldmedaille beim Ivan Hlinka Memorial Tournament
- 2015 Goldmedaille bei der U20-Junioren-Weltmeisterschaft

## Karrierestatistik
Stand: Ende der Saison 2024/25

### International
(Legende zur Spielerstatistik: Sp oder GP = absolvierte Spiele; T oder G = erzielte Tore; V oder A = erzielte Assists; Pkt oder Pts = erzielte Scorerpunkte; SM oder PIM = erhaltene Strafminuten; +/− = Plus/Minus-Bilanz; PP = erzielte Überzahltore; SH = erzielte Unterzahltore; GW = erzielte Siegtore; 1 Play-downs/Relegation; Kursiv: Statistik nicht vollständig)